# Хромис
Хромис, или зеленушка, или ласточка, или монашка, или зелёная рыба (лат. Chromis chromis), — вид лучепёрых рыб семейства помацентровых.
Максимальная длина тела 25 см, высота — 2,1—2,5 см. Окраска тела взрослых особей каштаново-коричневая, молодые особи ярко-голубого цвета. Хвостовой плавник вильчатый.
Распространены в Средиземном, Чёрном морях и в восточной Атлантике. Обитают на глубине от 2 до 40 метров.
Держатся стаями над рифовыми скалами и в прибрежных зарослях. Питаются мелкими планктонными и бентосными организмами. Летом самцы занимают нерестовые участки, привлекая внимание проплывающих мимо самок резкими разворотами. Самка откладывает икру на подготовленную самцом поверхность, а самец оплодотворяет её. В течение недели самец охраняет кладку, пока не вылупятся мальки.